# Liste des sites Ramsar au Suriname
Cet article recense les zones humides du Suriname concernées par la convention de Ramsar.

## Statistiques
La convention de Ramsar est entrée en vigueur au Suriname le 22 novembre 1985.
En janvier 2020, le pays compte 1 site Ramsar, couvrant une superficie de 120 km2.

## Liste
| Site                                  | District  | Notes | Date            | Superficie (km²) | Altitude (m) | Identifiant Ramsar | Identifiant WDPA | Coordonnées                        | Photo |
| ------------------------------------- | --------- | ----- | --------------- | ---------------- | ------------ | ------------------ | ---------------- | ---------------------------------- | ----- |
| Réserve naturelle de Coppenamemonding | Saramacca |       | 22 juillet 1985 | 120,00           | 0 - 5        | 304                | 68202            | 5° 55′ 59″ nord, 55° 43′ 01″ ouest |       |